# Roman Polanski
Raymond Roman Thierry Polánski (roj. Liebling), poljsko-francoski filmski režiser, producent, scenarist in igralec, * 18. avgust 1933, Pariz, Francija.
Velja za enega najslavnejših in najkontroverznejših sodobnih filmskih ustvarjalcev; za svoje delo je prejel oskarja za najboljšega režiserja (za film Pianist), dva zlata globusa, dve nagradi Bafte, zlato palmo in več francoskih nagrad césar.

## Življenje in delo
Rodil se je v judovski družini poljskega porekla, ki se je leta 1937 vrnila iz Pariza v Krakov. Dve leti kasneje so se zaradi nemške invazije znašli ujeti v krakovskem getu, kjer so njegova starša zajeli med racijami. Polanski je odraščal pri rejniških starših in preživel holokavst tako, da je prikril svoje judovsko poreklo. Uteho je našel v filmih in se po vojni vpisal na znamenito filmsko šolo v Lodžu.
Že njegov prvi celovečerni film, Nož v vodi (1962), ki je nastal na Poljskem, je bil nominiran za oskarja za najboljši tujejezični film. Po tistem se je preselil v Francijo in čez nekaj let v Združeno kraljestvo, kjer je režiral naslednje tri celovečerce: Odvratnost (1965), Slepa ulica (1966) in Ples vampirjev (1967). Sledila je selitev v Združene države Amerike, kjer je prodrl z grozljivko Rosemaryjin otrok (1968).
Življenje se mu je obrnilo na glavo leta 1969, ko so njegovo nosečo ženo, igralko Sharon Tate, umorili člani kulta Charlesa Mansona. Po tistem je posnel film Macbeth (1971) v Združenem kraljestvu in Kitajska četrt spet v Hollywoodu. Leta 1977 so ga v ZDA aretirali in obtožili, da je omamil in posilil trinajstletnico. S sodiščem se je dogovarjal za priznanje krivde, ko pa je izvedel, da namerava sodnik zavrniti dogovor in mu prisoditi zaporno kazen, je ušel iz države in se preselil v Pariz. Odtlej se skriva pred ameriškim pravosodjem in se izogiba držav, ki bi ga lahko izročile ZDA. Posilstva ali nadlegovanja v mladoletni dobi ga je obtožilo še več drugih žensk. Kljub vsemu nadaljuje z ustvarjanjem; med njegovimi kasnejšimi filmi so Tess (1979), Pisatelj v senci (2010), Venera v krznu (2013) in Obtožujem! (2019).

## Filmografija
| Leto | Slovenski naslov   | Izvirni naslov               | Distribucija              |
| ---- | ------------------ | ---------------------------- | ------------------------- |
| 1962 | Nož v vodi         | Nóż w wodzie                 | Zespol Filmowy            |
| 1965 | Odvratnost         | Repulsion                    | Compton Films             |
| 1966 | Slepa ulica        | Cul-de-sac                   | Compton-Cameo Films       |
| 1967 | Ples vampirjev     | The Fearless Vampire Killers | Metro-Goldwyn-Mayer       |
| 1968 | Rosemarijin otrok  | Rosemary's Baby              | Paramount Pictures        |
| 1971 | Macbeth            | Macbeth                      | Columbia Pictures         |
| 1972 | Kaj?               | What?                        |                           |
| 1974 | Kitajska četrt     | Chinatown                    | Paramount Pictures        |
| 1976 | Podnajemnik        | The Tenant                   | Paramount Pictures        |
| 1979 | Tess               | Tess                         | Columbia Pictures         |
| 1986 | Pirati             | Pirates                      | The Cannon Group, Inc.    |
| 1988 | Besnilo            | Frantic                      | Warner Bros.              |
| 1992 | Grenki mesec       | Bitter Moon                  | Fine Line Features        |
| 1994 | Deklica in smrt    | Death and the Maiden         | Fine Line Features        |
| 1999 | Deveta vrata       | The Ninth Gate               | BAC Films / Araba Films   |
| 2002 | Pianist            | The Pianist                  | Focus Features            |
| 2005 | Oliver Twist       | Oliver Twist                 | Pathé                     |
| 2010 | Pisatelj v senci   | The Ghost Writer             | StudioCanal UK            |
| 2011 | Masaker            | Carnage                      | Sony Pictures Classics    |
| 2013 | Venera v krznu     | Venus in Fur                 | BAC Films                 |
| 2017 | Po resnični zgodbi | Based on a True Story        | BAC Films                 |
| 2019 | Obtožujem!         | An Officer and a Spy         | Gaumont / 01 Distribution |
| 2023 | Palača             | The Palace                   | 01 Distribution           |